# Naudedrillia
Naudedrillia é um gênero de gastrópodes pertencente a família Pseudomelatomidae.

## Espécies
- Naudedrillia angulata Kilburn, 1988[2]
- Naudedrillia cerea Kilburn, 1988[3]
- Naudedrillia filosa Kilburn, 1988[4]
- Naudedrillia hayesi Kilburn, 2005[5]
- Naudedrillia mitromorpha Kilburn, 1988[6]
- Naudedrillia nealyoungi Kilburn, 1988[7]
- Naudedrillia perardua Kilburn, 1988[8]
- Naudedrillia praetermissa (Smith E. A., 1904)[9]